# Susumu Suzuki
Susumu Suzuki foi um mestre de caratê do estilo wado-ryu, nascido em Hokkaido, no dia 10 de setembro de 1945 e falecido em 1996.
Chegou ao Brasil em 1977, onde ajudou a fundar a entidade Kii Kuu Kai Karatê-Dô Wado-Ryu.
Quando da sua estada no Japão, o Mestre Suzuki era estudante na Universidade Rissho em Tókio, onde praticava o estilo Wado-Ryu com o Mestre Hironori Otsuka II (Jiro Otsuka) filho do fundador do estilo, sempre supervisionadas pelo Grande Mestre Hironori Otsuka (fundador do estilo).
Mestre Suzuki, além de ter sido um exímio competidor, sagrando-se campeão em diversos torneios no Japão, foi também capitão da equipe japonesa de Karatê ;com relação a sua evolução técnica, chegou a receber o título de Professor Internacional e Árbitro Japonês de Karatê (WUKO, hoje WKF)
Dentre seus alunos estava Sensei Shoji Nishimura,responsável hoje pela USA Wado Ryu Karate Dô.
Quando da visita do Secretário Geral da WUKO, em 1976 ao Brasil, o mesmo nomeou os primeiros professores a representar essa entidade no Brasil e América do Sul: Mestre Susumu Suzuki (Wado-Ryu) e Mestre Takeo Kikutake (Shotokan). Nessa época, o Brasil era filiado à IAKF - "International Amateur Karate-Do Federation" com sede nos Estados Unidos. As regras de competições eram baseadas nesse sistema.
No Brasil, Mestre Susumu Suzuki esteve à frente da diretoria técnica da Wado-Kai do Brasil até 1976, quando, por motivos particulares se afastou dessa entidade se desligando definitivamente em 1979 e fundou junto com o Mestre Takeo Kikutake que passara a praticar também o estilo Wado Ryu a KII-KUU-KAI (Escola do Karate e da Flor "Tatibana", significando Paz e Harmonia) com o propósito de resgatar uma forma de Wado-Ryu autêntica aos moldes do que se treina na matriz (Honbu Dojo), no Japão. Também, tinha o objetivo de exaltar em sua plenitude, o budô, transformando a Kii-Kuu-Kai em uma grande família,com o tempo outros mestres vieram a se unir a associação,como Mestre Hiroshi Taura que veio fazer parte da Diretoria dessa associação divulgando o Karatê Kii Kuu Kai em todo Sul do País começando pelo estado do Paraná até o extremo Sul do continente.
O Mestre Susumu Suzuki com auxilio do Mestre Takeo Kikutake elaborou um quadro técnico chamado "Kii-Kuu-Kai no Shiken" (Treinamento da Kii-Kuu-Kai ou Mãos e Pés da Kii-Kuu-Kai). Nesse quadro, introduziu uma série de treinamentos chamados de "Shadô", uma inovação a nível de Brasil e do Continente Americano, onde o praticante treina individualmente para Shiai-Kumite,Jyu-Kumite e o Yakusoku-Kumite, que seria a aplicação do "Shadô" em combate simulado, como é feito no Japão, que são técnicas avançadas, onde são utilizadas as esquivas do Jiu Jitsu. O ohyio kumite, no qual são levados em conta os treinamentos tradicionais, as técnicas do Shindo Yoshin Ryu Jiu Jitsu e as técnicas de Karatê como um todo, sem deixar de ser fiel ao quadro técnico de origem, treinando-se também: Kihon, Kata, Kihon-Kumite, Shiai e Jiyu-Kumite.
Mestre Sussumu Suzuki veio a falecer em hokaiddo no ano de 1996 vitima de um câncer, onde recebeu a visita de seu grande amigo Mestre Takeo Kikutake e de seu melhor aluno Ivon Dedé, após seu falecimento e foi condecorado com o 10º Dan (Póstumo) devido ao esforços e serviços prestado ao Karatê.
Nesse período existe um reestruturação na entidade com a presidência da mesma sendo passada para um dos alunos veteranos do Mestre Susumu Suzuki,permanecendo Mestre Takeo Kikutake como Presidente de Honra.
O Mestre Takeo Kikutake então (7º Dan) permanece mais um período no Japão onde treinou especialização no estilo Wadô Ryu com o Mestre Eiichi Eriguchi (Presidente então da JKF-Wado Kai) e se especializa em massagem tradicional Japonesa em Osaka. Retorna ao Brasil no ano 2000;em seu retorno volta a ministrar aulas para um grupo seleto de alunos em sua casa em Jaú no Interior de São Paulo,ensinando o verdadeiro Karatê Kii Kuu Kai Wadô Ryu, recebe então o título de cidadão Jauense.
A Kii-Kuu-Kai difundiu o Wado-ryu por todo território nacional e alguns países da América do Sul através dos Professores graduados por essa associação.Pode se praticar o Karatê Kii Kuu Kai em Jaú (SP) na Academia Esportiva Takeo Kikutake (Karatê-Dô Otoku Juku) e em Araraquara onde se pode ter aula com o renomado Mestre Takeo Kikutake -7º Dan e com Faixas Pretas por ele graduados;também na cidade de São Paulo no Centro Esportivo Ibirapuera com Sensei Ivon Dedé - 6º Dan (Direto Técnico Kii Kuu Kai/F.P.K) e Sensei.Paulo Daniel Vidal 4º Dan/Minas Gerais Sensei José Grácio Soares 6º Dan na Cidade de Três Corações (Diretor Kii Kuu Kai/F.M.K.I)/Paraná Sensei José Carlos (Batia) 6º Dan - Kanzen Karatê/Santa Catarina - Sensei Darci Wittes 5º Dan/Rio de Janeiro com Sensei Dilson Morais 5º Dan.
Existem ainda academias filiadas a essa associação nos estados de Goiás,Mato Grosso do Sul,Rio Grande do Sul e Santa Catarina, além de academias no Chile na cidade de Talca e espalhadas pelo Interior da América do Sul.
1. ↑  «Associação Kii-Kuu-Kai de Minas Gerais»